# نيكولاي أبراهام هولتن
نيكولاي أبراهام هولتن (بالدنماركية: Nicolai Holten)‏ هو مصرفي وشخصية أعمال دنماركي، ولد في 27 مارس 1775 في كوبنهاغن في الدنمارك، وتوفي في 12 مايو 1850 في هيليسينكور في الدنمارك.